# Sébastien Duret
Sébastien Duret est un ancien coureur cycliste français, professionnel depuis 2005, né le 3 septembre 1980 à Cholet. Il a fait partie, de 2005 à 2013 de l'équipe Bretagne-Séché Environnement. Il a notamment remporté une étape des Quatre Jours de Dunkerque en 2009.

## Palmarès
- 2002
  - 2e du Circuit du Bocage vendéen
  - 3e du Prix des Vins Nouveaux
- 2003
  - Grand Prix U
  - 2e étape du Tour de la Porte Océane
  - Prix des Vins Nouveaux
  - 2e du Circuit du Morbihan
  - 2e du Tour de Gironde
  - 2e du Tour du Canton de Gémozac
  - 2e du Tour de la Porte Océane
- 2004
  - Champion de Bretagne
  - 5e étape du Tour du Loir-et-Cher
  - Grand Prix Michel-Lair
  - Tour de la Côte d'Émeraude :
    - Classement général
    - 1re étape

  - Boucles de la Mayenne :
    - Classement général
    - 1re étape

  - 2e des Boucles de la Soule
  - 2e du Prix des blés d'or
  - 3e des Boucles de la Loire
- 2005
  - 4e étape de l'Essor breton
  - 2e de la Route de l'Atlantique
  - 2e du Grand Prix de Luneray
  - 3e du Grand Prix de la ville de Rennes
- 2006
  - Boucles guégonnaises
  - 2e des Boucles de la Soule
  - 2e de la Ronde du Pays basque
- 2007
  - Manche-Atlantique
  - 3e du Tour du Doubs
  - 3e de la Polymultipliée lyonnaise
- 2008
  - 2e de Manche-Atlantique
- 2009
  - 3e étape des Quatre Jours de Dunkerque
- 2010
  - 2e étape du Rhône-Alpes Isère Tour
- 2013
  - 2e étape du Tour du Gévaudan Languedoc-Roussillon
  - 3e du Tour du Gévaudan Languedoc-Roussillon

## Classements mondiaux
| Année           | 2005 | 2006 | 2007 | 2008 | 2009 | 2010 | 2011 | 2012 | 2013 |
| --------------- | ---- | ---- | ---- | ---- | ---- | ---- | ---- | ---- | ---- |
| UCI Africa Tour |      |      |      | 164e |      |      |      |      |      |
| UCI Europe Tour | 241e | 791e | 195e | 877e | 531e | 285e | 907e | 759e | 515e |